# Аторада
Аторада (Atorad, Atorada, Atorai, Atoraí, Ator’ti, Dauri) — бездействующий индейский язык, на котором говорят на юго-западе (около ареала языка вапишана) Гайаны, а также на территории штата Рорайма в Бразилии. Большинство населения составляет люди старше 50 лет. Может быть переход на язык вапишана. Отличается от языка ваймири-атроари. Также народ использует португальский язык.